# Леонардо Феррель
Леонардо Феррель (ісп. Leonardo Ferrel, 7 липня 1923) — болівійський футболіст, що грав на позиції півзахисника за клуб «Зе Стронгест», а також національну збірну Болівії.

## Клубна кар'єра
У футболі дебютував 1946 року виступами за команду «Зе Стронгест», кольори якої і захищав протягом усієї своєї кар'єри гравця. 

## Виступи за збірну
1946 року дебютував в офіційних матчах у складі національної збірної Болівії. Протягом кар'єри у національній команді, яка тривала 5 років, провів у її формі 15 матчів.
У складі збірної був учасником трьох чемпіонатів Південної Америки: 1946 року в Аргентині, 1947 року в Еквадорі, 1949 року у Бразилії.
У складі збірної був учасником чемпіонату світу 1950 року у Бразилії, де зіграв в розгромно програному матчі з Уругваєм (0-8).